# Université de médecine de Shiga
L'Université de médecine de Shiga (滋賀医科大学, Shiga Ika Daigaku, couramment abrégée en Shigaidai, 滋賀医大) est une université nationale japonaise, située à Otsu dans la préfecture de Shiga.

## Composantes
L'université est structurée en facultés de 1er cycle (学部, gakubu), qui ont la charge des étudiants de 1er cycle universitaire, et en faculté de cycles supérieurs (研究科, kenkyūka), qui a la charge des étudiants de 2e et 3e cycle universitaire.

### Facultés de1ercycle
L'université compte 2 facultés de 1er cycle (学部, gakubu).
- Faculté de médecine
- Faculté de formation des infirmières

### Facultés de cycles supérieur
L'université compte 1 facultés de cycles supérieurs (研究科, kenkyūka).
- Faculté de médecine